# سفيان ميموني
سفيان ميموني (من مواليد 1957، الجزائر العاصمة)، هو دبلوماسي جزائري، يشغل منذ أكتوبر 2019 منصب الممثل الدائم للجزائر لدى الأمم المتحدة في نيويورك. شغل عدة مناصب دبلوماسية منها سفير الجزائر بإيران من 2009 إلى 2014، سفير في إندونيسيا وأستراليا ونيوزيلندا وسنغافورة وفانواتو من 1996 إلى 2004.
ميموني حاصل على الماجستير في القانون من جامعة الجزائر، شهادة الدراسات العليا في القانون الدولي من جامعة السوربون في باريس، والبكالوريوس من المعهد العالي للدراسات الدولية من جامعة باريس.